# Club-Mate

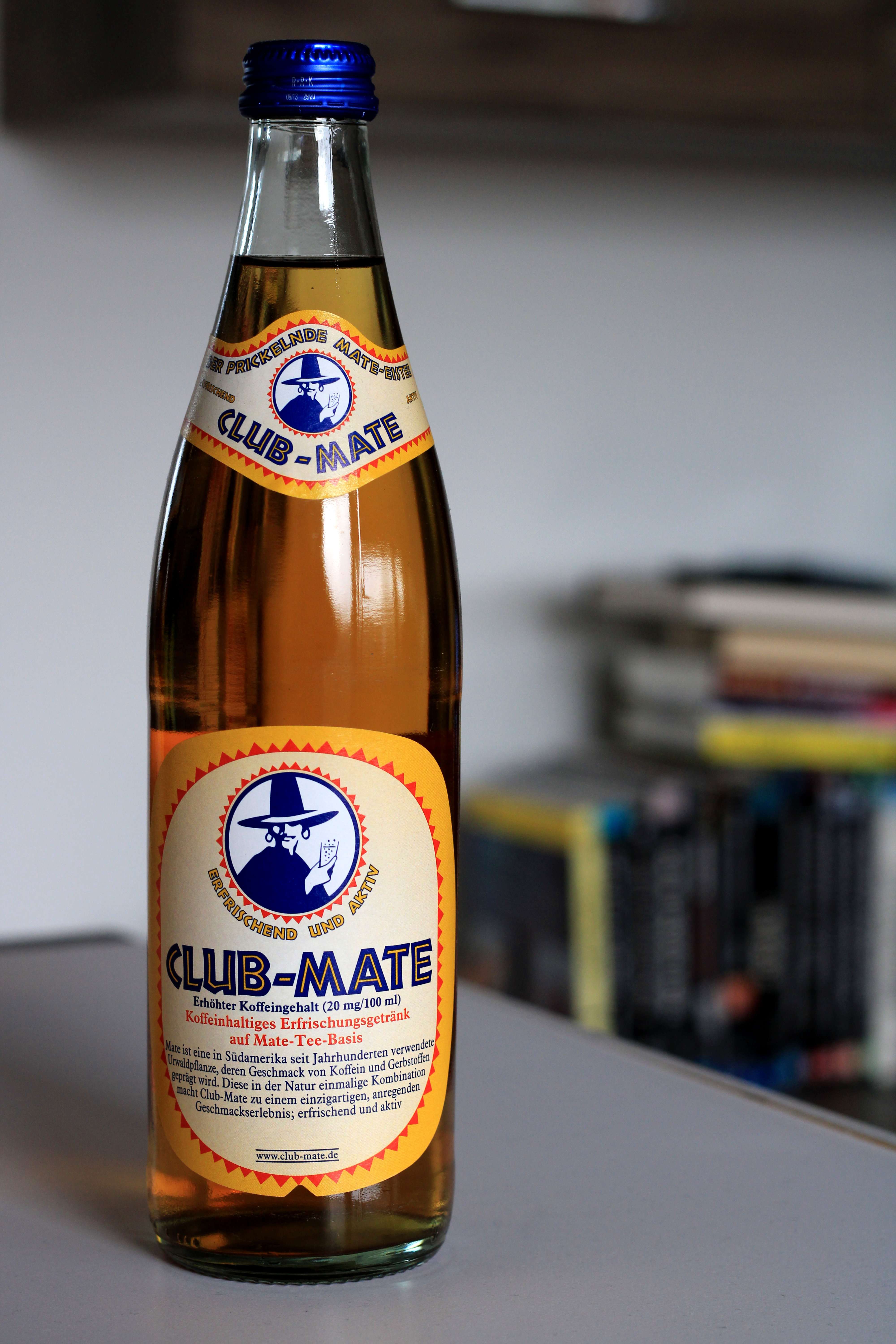
马黛茶饮料

Club-Mate（ˈklʊp ˌmaːtə），是一种含咖啡因、不含酒精的饮料，由德国明希斯泰纳的Brauerei Loscher生产。它的名称源自一种叫马黛（Mate）的植物。Club-Mate的咖啡因含量大约是20毫克每100毫升。

## 命名
Club-Mate的名字来自西班牙语的yerba mate或者hierba mate，意思就是“马黛草”，和英语词“mate”（'meɪt，朋友、同伴）无关。Club-Mate因为它在德国的黑客圈子里享有盛名而被称作“黑客的飲料（Hackerbrause）”，也正因此，如今Club-Mate也被大量出口给其他国家的黑客组织。

## 历史
1924年初，这個饮料本來的名字是Sekt-Bronte，只在小部分地区为人所知。1950年代，饮料更名为Club-Mate。2013年，部分地区出现了“Bronte”来称这种饮料。饮料的配方来自Loscher公司于1994年收购位于迪滕霍芬的柠檬水厂Geola Getränke。经过这次收购，Club-Mate的名声开始向外地传播。因为从来没有对它做过宣传活动，Club-Mate的名气涨势缓慢。2000年代，随着黑客活动的兴起，Club-Mate开始在各种聚会和节日现场变得越来越有名。虽然在德国许多地方，Club-Mate依然少有人知，但在柏林等一些城市，Club-Mate已经成为饮料铺、连锁超市（如REWE、Kaiser's Tengelmann、埃德卡超市）以及夜总会的必备饮料。2011年，該飲料生產商Brauerei Loscher出现一次供货短缺，原因是没有足够的空玻璃瓶被送回。在这次事件中，它在Facebook上发起了一个自助组织“Matecalypse now”，专门呼吁人们尽快退還它的空瓶。2013年夏天，石榴（德語：Granatapfel）口味的Club-Mate以“Club-Mate Granat”的名字上市。
2007年12月，冬天限定版“Club-Mate-Winter-Edition”推出，这个版本只在每年冬天很短的一段时间里可以买到。2009年起，可乐口味和冰茶口味相继推出，冰茶口味被称为“ICE-Tea-Kraftstoff”。这種口味里的咖啡因的含量提高到了22毫克每100毫升，糖含量也比传统马黛茶的多。
德国黑客界流行着一种叫“Tschunk（tʃʊŋk，有时写作Chunk）”的特調飲料，是用鸡尾酒、兰姆酒、蔗糖、青柠和Club-Mate混合而成。

## 成分
- 水
- 葡萄糖-果糖糖浆
- 糖
- 饮料基料
  - 马黛茶萃液，每100毫升饮料至少含0.4克马黛茶
  - 柠檬酸酸味剂（德语：Säuerungsmittel）
  - 焦糖糖浆
  - 马黛茶、可乐果、茶和咖啡中提取的天然香精咖啡因（不含人工合成咖啡因）
  - 天然香精
- 碳酸

## 模仿
在罗斯托克，曾经出现过一则燃烧瓶海报，用了一个修改过的Club-Mate的商标，冠名“Club-Molli——烧掉街上障碍物的方便火种”。这个海报传到了网上，該飲料生產商Brauerei Loscher起初试图通过提出正式警告，指控其“挑唆暴力（Aufruf zur Gewalt）”，但后来又解释说这是个误会。

## 脚注
1. ↑  Club-Mate的咖啡因含量 （页面存档备份，存于）。（德文）
2. ↑  《26C3: Hacker verbrauchen Rekord-Bandbreite》 （页面存档备份，存于），heise online，2009年12月31日。（德文）
3. ↑  3Sat关于黑客组织Chaos Computer Club的介绍节目 （页面存档备份，存于），2012年9月10日。（德文）
4. ↑  《吮吸黄绿色液体》 （页面存档备份，存于），德国每日镜报，2006年1月16日。（德文）
5. ↑  《CLUB-MATE：俘获全德国的饮料！》 （页面存档备份，存于），生产Club-Mate公司的网站。（德文）
6. ↑  对Brauerei Loscher经理的采访 （页面存档备份，存于）。（德文）
7. ↑  2006-2010年Club-Mate在柏林的供应情况 （页面存档备份，存于），论坛。（德文）
8. ↑  Club-Mate已经成为聚会的重要饮料 （页面存档备份，存于），柏林报，2008年6月19日。（德文）
9. ↑  《Club-Mate：海盗党的生命水》 （页面存档备份，存于），Cicero Online，2012年4月3日。（德文）
10. ↑  Club-Mate官网关于冬季版的介绍 （页面存档备份，存于）。（德文）
11. ↑  《Club-Mate Ice Tea Kraftstoff》 （页面存档备份，存于）。（德文）
12. ↑  《没有人愿意这样（Keiner will's gewesen sein）》 （页面存档备份，存于），TAZ报道，可以看到那张海报，2010年5月10日。（德文）